# Kapuściński non-fiction

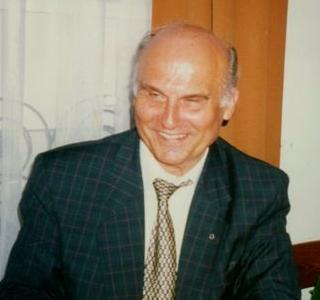
Ryszard Kapuściński (1997)

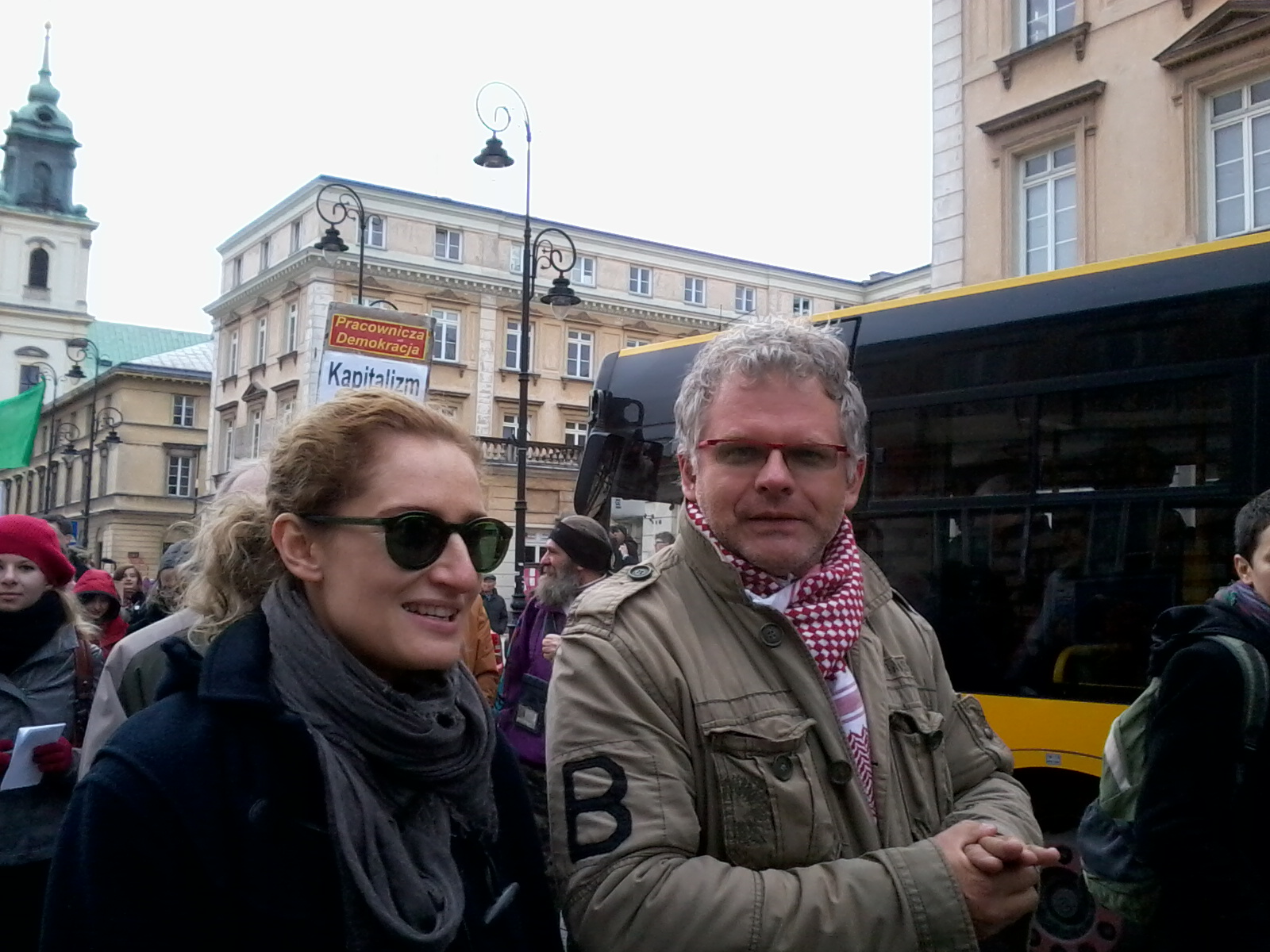
Artur Domosławski (2011)

Kapuściński non-fiction – biografia Ryszarda Kapuścińskiego autorstwa Artura Domosławskiego wydana w 2010 w Warszawie przez wydawnictwo „Świat Książki”.

## Treść
Książka zawiera wiele faktów i ocen dotyczących życia i twórczości Ryszarda Kapuścińskiego, które były nieobecne lub słabo eksponowane w wypowiedziach i wspomnieniach samego pisarza oraz we wcześniejszych polskojęzycznych publikacjach na jego temat. Do najważniejszych tez zawartych w pracy Domosławskiego należą:
- W okresie swojej młodości Kapuściński był aktywnym działaczem Związku Młodzieży Polskiej, odznaczającym się daleko idącą wiarą w budowę w Polsce komunizmu. Co więcej, wypierał on ze świadomości lub ignorował w swoich działaniach własne wojenne wspomnienia z zajmowanego przez Armię Czerwoną Pińska, które nie pozostawiały złudzeń co do opresyjnego charakteru władzy radzieckiej. Choć Domosławski uważa Kapuścińskiego z tamtych lat za ideowo bliskiego grupie określanej jako pryszczaci, przestrzega zarazem przed łatwym potępianiem swojego bohatera za tamte wybory. Biograf uważa, że Kapuściński, który przez całe życie charakteryzował się zdecydowanie lewicową wrażliwością społeczną, autentycznie wierzył w ideały budowy nowej, bardziej sprawiedliwej Polski. Zwraca też uwagę, iż tego rodzaju myślenie, później potępiane przez autorów nie pamiętających tamtych lat, było obecne u wielu przedstawicieli ówczesnej młodej inteligencji[1].
- Kapuściński należał do tej grupy polskich komunistów, która wiązała ogromne nadzieje z odwilżą gomułkowską i udzieliła zachodzącym zmianom entuzjastycznego poparcia, co widać w jego ówczesnych tekstach. Zarazem Kapuściński stosunkowo odważnie ukazywał i piętnował ciemne strony budowy socjalizmu, m.in. w swoim reportażu To też jest prawda o Nowej Hucie (1955), opublikowanym w dzienniku „Sztandar Młodych”, w którym szczerze odmalował negatywne aspekty budowy Nowej Huty. Z czasem rzeczywistość Gomułkowskiej Polski coraz bardziej go uwierała, choć nadal pozostawał lojalnym członkiem PZPR[1].
- Zdaniem Domosławskiego szczególna pozycja Kapuścińskiego wśród polskich reporterów w okresie, gdy jego sława nie przekraczała jeszcze granic Polski, co wyrażało się m.in. szczodrym finansowaniem jego wypraw przez państwowe instytucje, wynikała w dużej mierze z politycznej protekcji wysoko postawionych działaczy PZPR. Według biografa Kapuściński umiejętnie obracał się wśród koterii wewnątrz partii, zaś jego najważniejszym protektorem był Ryszard Frelek. Był również ceniony przez władze jako jeden z najlepszych autorów pisujących teksty do „Biuletynu Specjalnego” PAP, publikacji o zasięgu ograniczonym tylko do najwyższych środowisk politycznych i akademickich[1].
- Ideowe zaangażowanie Kapuścińskiego wielokrotnie odbierało mu, w ocenie Domosławskiego, obiektywizm niezbędny w pracy dziennikarskiej. Wynikało to po części z uwarunkowań, w których pracował (był korespondentem państwowych mediów z komunistycznego państwa), ale również z jego własnych wyrazistych poglądów. Jako przykład podaje pobyt Kapuścińskiego w Angoli, opisany w książce Jeszcze dzień życia. Według ustaleń biografa, Kapuściński nie tylko przebywał z żołnierzami komunistycznej partyzantki MPLA, lecz wręcz sam walczył, z bronią w ręku, po stronie tego ugrupowania. Domosławski przytacza również polemiki dotyczące książki Dlaczego zginął Karl von Spreti?, w której – zdaniem m.in. Wiktora Osiatyńskiego – reporter nadmiernie usprawiedliwił zbrodnię dokonaną na niemieckim dyplomacie[1].
- Domosławski zarzuca Kapuścińskiemu liczne nieścisłości, błędy merytoryczne i luźne traktowanie faktografii w wielu spośród jego najważniejszych prac, w szczególności w książkach Cesarz, Szachinszach oraz Chrystus z karabinem na ramieniu. Co więcej, w wielu przypadkach uważa takie działania za celowe i służące m.in. większemu dramatyzmowi tekstu czy jego zgodności z pewnymi tezami pisarza. Biograf dużo miejsca poświęca rozważaniom na temat granic oddzielających reportaż literacki, będący mimo zastosowanych środków pisarskich częścią literatury faktu, i literaturę piękną. W tym kontekście przytacza różne opinie na temat twórczości Kapuścińskiego. Niemal wszyscy wypowiadający się cenią jego pisarstwo bardzo wysoko, lecz część z nich zarzuca Kapuścińskiemu, iż promując swoje dzieła jako reportaże, a nie chociażby powieści, nadużywał zaufania czytelników, gdyż stopień twórczego przetworzenia zdarzeń był zbyt wielki[1].
- Autor Kapuściński non-fiction proponuje również, aby oddzielić Ryszarda Kapuścińskiego – pisarza od Ryszarda Kapuścińskiego – bohatera książek tegoż pisarza. Rozróżnienie takie ma wynikać z faktu, iż wedle ustaleń Domosławskiego Kapuściński ubarwiał i dramatyzował część swoich przygód, opisanych m.in. w książkach Wojna futbolowa czy Heban. Wedle biografa takie zabiegi stanowiły część autokreacji Kapuścińskiego, prowadzonej również poza własnymi utworami, która nie w pełni odpowiadała rzeczywistemu obrazowi jego osoby[1].
- Domosławski opisuje polskie reakcje na Cesarza, w których dominowało przekonanie, że szyderczy opis dworu cesarza Etiopii Haile Selassie I jest w istocie satyrą na stosunki panujące na szczytach władzy w Polsce w okresie rządów Edwarda Gierka. Biograf podkreśla, że Kapuściński nigdy nie odciął się od takiego odczytania, choć starał się ukazywać swoje dzieło w wymiarze bardziej uniwersalnym. Zarazem Domosławski wskazuje „karnawał Solidarności” na początku lat 80. jako moment, gdy poglądy Kapuścińskiego stają się zdecydowanie krytyczne wobec ówczesnej władzy i pełne entuzjazmu wobec ruchu pod wodzą Lecha Wałęsy oraz wewnętrznego ruchu odnowy w PZPR (tzw. poziomek), co część jego dotychczasowych znajomych i protektorów odbiera jako przejście „na drugą stronę”. Kapuściński na początku stanu wojennego występuje z PZPR (choć ze względów formalnych zostaje oficjalnie skreślony z listy członków dopiero w 1984), odrzuca też propozycję Jerzego Urbana oferującego mu możliwość wyjazdu na dowolnie wybraną placówkę zagraniczną w Trzecim Świecie[1].
- Autor potwierdza stawiane Kapuścińskiemu w prasie zarzuty o współpracę z wywiadem PRL, ale skłania się do oceny, iż przygotowywanych przez niego materiałów dla służb było mało, miały niską wartość i nikomu nie zaszkodziły. Dodatkowo ukazuje, jak powszechna była współpraca dziennikarzy i służb specjalnych chociażby w USA.
- Według Domosławskiego w okresie III RP pisarz generalnie popierał kierunek zachodzących w kraju zmian, wyrażając dezaprobatę jedynie wobec niektórych aspektów tego procesu, m.in. rosnących wpływów Kościoła w instytucjach państwowych. Był również krytyczny wobec udziału Polski w amerykańskiej wojnie z terroryzmem.
- Biograf opisuje również szereg kwestii dotyczących charakteru i prywatnego stylu bycia pisarza. Ukazuje Kapuścińskiego jako osobę bardzo źle znoszącą krytykę jego twórczości, alergicznie reagującą na próby grzebania w jego biografii czy też nie zawsze szczerą w kontaktach z przyjaciółmi i znajomymi[1].
- Szczególnie kontrowersyjną część książki stanowią rozdziały dotyczące życia rodzinnego i uczuciowego pisarza[1], których zawarcie w pracy Domosławskiego było głównym powodem bardzo negatywnych reakcji na tę publikację ze strony rodziny pisarza i części środowiska dziennikarskiego (zob. następna sekcja).

Zarazem Domosławski potwierdza i rozwija wiele pozytywnych opinii i sądów o Kapuścińskim i jego dorobku, które funkcjonowały w szerokim obiegu jeszcze przed wydaniem książki. Ogólna opinia autora o twórczości swego bohatera jest bardzo korzystna, zaś za swój cel biograf uważa odbrązowienie postaci Kapuścińskiego i ukazanie całej złożoności jego życia i pracy, nie zaś unieważnienie czy zakwestionowanie jego pozycji jako wybitnego twórcy.

## Przyjęcie
Książkę otwierają cztery rekomendacje, których autorami są Zygmunt Bauman, Andrzej Stasiuk, Teresa Torańska i Marcin Kula. Tekst przyniósł Domosławskiemu główną nagrodę i tytuł Dziennikarza Roku 2010 w konkursie Grand Press, w którym uzyskał on najwięcej głosów w plebiscycie przeprowadzonym wśród najważniejszych polskich redakcji. Stało się tak pomimo krytycznych opinii, jakie wcześniej o książce wyrażał m.in. Andrzej Skworz, właściciel i redaktor naczelny organizującego plebiscyt miesięcznika Press. Niezwykle krytycznie pracę Domosławskiego ocenił też m.in. honorowy prezes Stowarzyszenia Dziennikarzy Polskich Stefan Bratkowski, który uznał, iż Domosławski nie zrozumiał konwencji części książek Kapuścińskiego, np. Cesarza, a dodatkowo pominął w swoich badaniach tych przyjaciół Kapuścińskiego, których poglądy nie pasowały do tezy biografa (w tym kontekście Bratkowski wymienił samego siebie oraz Sławomira Popowskiego).
W anglojęzycznych recenzjach książki akcentowano przede wszystkim pojawiające się w niej oskarżenia o nadmiar fikcji w pracach Kapuścińskiego, choć towarzyszyły temu głosy zwracające uwagę na bardzo płynną granicę między reportażem literackim a prozą beletrystyczną. Recenzent dziennika The Independent skomentował m.in., iż Domosławski niestrudzenie szuka faktów, lecz jest dla swego bohatera łagodnym sędzią. Również dziennikarka magazynu The Spectator, określająca książkę jako całość mianem znakomitej, uznała, że w niektórych miejscach Domosławski tak ukazuje kontekst działań Kapuścińskiego, aby bronić swego bohatera.

### Spór prawny rodziny z wydawcą i autorem
Alicja Kapuścińska, wdowa po Ryszardzie Kapuścińskim, ze względu na kontrowersyjną jej zdaniem treść, wystąpiła do sądu o wydanie zakazu publikacji książki. Chodziło tu przede wszystkim o naruszenie prywatności i dobrego imienia rodziny poprzez opisanie trudnych relacji Kapuścińskiego z córką, a także jego rzekomej niewierności małżeńskiej. Dodatkowo Alicja Kapuścińska zarzucała Domosławskiemu nadużycie jej zaufania, gdyż to ona umożliwiła mu swobodny dostęp do prywatnego archiwum jej męża. Sąd oddalił wniosek Kapuścińskiej o zatrzymanie publikacji. Z tego samego względu od zamiaru wydania książki odstąpił Społeczny Instytut Wydawniczy „Znak”. Książka została skrytykowana również przez Władysława Bartoszewskiego, który oświadczył, że zastanowi się nad dalszą współpracą z jej wydawcą.
Po wydaniu książki żona i córka Ryszarda Kapuścińskiego wytoczyły (każda w osobnym postępowaniu) wydawcy i autorowi biografii procesy cywilne. We wrześniu 2013 wydawnictwo Świat Książki, mające od niedawna nowego właściciela, zawarło ugodę z Alicją Kapuścińską, w której zobowiązało się do publikacji oświadczenia z wyrazami ubolewania z powodu naruszenia w książce dóbr osobistych wdowy oraz córki pisarza w postaci prawa do prywatności, godności i prawa do dobrej pamięci o zmarłym. Zgodziło się także, aby kolejne wydania książki były skrócone o cztery rozdziały (ok. 30 stron) szczególnie uderzające, zdaniem rodziny Kapuścińskich, w ich prywatność. Artur Domosławski skrytykował swojego wydawcę za zachowanie niesolidarne wobec własnego autora, odmówił udziału w ugodzie i oświadczył, że korzystając z przysługujących mu praw autorskich zablokuje ewentualne próby publikacji skróconej wersji jego pracy.
27 maja 2015 Sąd Okręgowy w Warszawie wydał nieprawomocny wyrok, uwzględniający częściowo roszczenia Alicji Kapuścińskiej wobec autora książki. Nakazał Domosławskiemu przeproszenie listowne powódki, zaś przyszłe wydania biografii reportera mogły ukazywać się, wedle tego wyroku, bez 10-stronicowego rozdziału O miłości i innych demonach. Sąd oddalił natomiast żądanie przeprosin w mediach i wpłaty 50 tys. zł na Fundację im. Ryszarda Kapuścińskiego. Artur Domosławski wykonał wyrok sądu w zakresie pisemnego przeproszenia wdowy po Kapuścińskim, natomiast złożył apelację odnośnie do uszczuplenia przyszłych wydań książki. 14 października 2016 Sąd Apelacyjny w Warszawie prawomocnie uchylił decyzję sądu I instancji w tej kwestii, co w praktyce oznaczało, iż Artur Domosławski odzyskał prawo publikowania swej książki w całości.